# Bahama's op de Olympische Zomerspelen 2020
De Bahama's namen deel aan de Olympische Zomerspelen 2020 die in 2021 werden gehouden in Tokio, Japan.

## Medailleoverzicht
| Medaille | Naam                | Sport    | Onderdeel | Datum           |
| -------- | ------------------- | -------- | --------- | --------------- |
| Goud     | Steven Gardiner     | Atletiek | 400 m (m) | 5 augustus 2021 |
| Goud     | Shaunae Miller-Uibo | Atletiek | 400 m (v) | 5 augustus 2021 |

## Atleten
Hieronder volgt een overzicht van de atleten die zich hebben verzekerd van deelname aan de Olympische Zomerspelen 2020.
| sport    | mannen | vrouwen | totaal |
| -------- | ------ | ------- | ------ |
| Atletiek | 5      | 8       | 13     |
| Zwemmen  | 1      | 1       | 2      |
| totaal   | 6      | 9       | 15     |

## Sporten

### Atletiek
Mannen
Loopnummers
| atleet            | onderdeel | series | series | kwartfinale | kwartfinale | halve finale   | halve finale   | finale         | finale         |
| atleet            | onderdeel | tijd   | rang   | tijd        | rang        | tijd           | rang           | tijd           | rang           |
| ----------------- | --------- | ------ | ------ | ----------- | ----------- | -------------- | -------------- | -------------- | -------------- |
| Samson Colebrooke | 100 m     | bye    | bye    | 10,33       | 7           | niet geplaatst | niet geplaatst | niet geplaatst | niet geplaatst |
| Steven Gardiner   | 400 m     | 45,05  | 1 Q    | n.v.t.      | n.v.t.      | 44,14          | 1 Q            | 43,85          | Goud           |
| Alonzo Russell    | 400 m     | 45,51  | 5 q    | n.v.t.      | n.v.t.      | 46,04          | 7              | niet geplaatst | niet geplaatst |

Technische nummers
| atleet        | onderdeel    | kwalificaties | kwalificaties | finale         | finale         |
| atleet        | onderdeel    | afstand       | rang          | afstand        | rang           |
| ------------- | ------------ | ------------- | ------------- | -------------- | -------------- |
| Jamal Wilson  | hoogspringen | 2,17          | 32            | niet geplaatst | niet geplaatst |
| Donald Thomas | hoogspringen | 2,21          | 25            | niet geplaatst | niet geplaatst |

Vrouwen
Loopnummers
| atlete                                                                              | onderdeel    | series | series | kwartfinale | kwartfinale | halve finale | halve finale | finale         | finale         |
| atlete                                                                              | onderdeel    | tijd   | rang   | tijd        | rang        | tijd         | rang         | tijd           | rang           |
| ----------------------------------------------------------------------------------- | ------------ | ------ | ------ | ----------- | ----------- | ------------ | ------------ | -------------- | -------------- |
| Tynia Gaither                                                                       | 100 m        | bye    | bye    | 11,31       | 2 Q         | 11,31        | 6            | niet geplaatst | niet geplaatst |
| Shaunae Miller-Uibo                                                                 | 200 m        | 22,40  | 2 Q    | n.v.t.      | n.v.t.      | 22,14        | 2 Q          | 24,00          | 8              |
| Anthonique Strachan                                                                 | 200 m        | 22,76  | 1 Q    | n.v.t.      | n.v.t.      | 22,56        | 3            | niet geplaatst | niet geplaatst |
| Shaunae Miller-Uibo                                                                 | 400 m        | 50,50  | 1 Q    | n.v.t.      | n.v.t.      | 49,60        | 1 Q          | 48,36          | Goud           |
| Pedrya Seymour                                                                      | 100 m horden | 13,04  | 4 Q    | n.v.t.      | n.v.t.      | 13,09        | 8            | niet geplaatst | niet geplaatst |
| Devynne Charlton                                                                    | 100 m horden | 12,84  | 4 Q    | n.v.t.      | n.v.t.      | 12,66        | 2 Q          | 12,74          | 6              |
| Doneisha Anderson(S) Megan Moss(S) Brianne Natalia Bethel(S) Anthonique Strachan(S) | 4x400 m      | DNF    | DNF    | n.v.t.      | n.v.t.      | n.v.t.       | n.v.t.       | niet geplaatst | niet geplaatst |

### Zwemmen
Mannen
| atleet        | onderdeel        | series  | series | halve finale   | halve finale   | finale         | finale         |
| atleet        | onderdeel        | tijd    | rang   | tijd           | rang           | tijd           | rang           |
| ------------- | ---------------- | ------- | ------ | -------------- | -------------- | -------------- | -------------- |
| Izaak Bastian | 100 m schoolslag | 1.01,87 | 40     | niet geplaatst | niet geplaatst | niet geplaatst | niet geplaatst |
| Izaak Bastian | 200 m schoolslag | 2.17,40 | 36     | niet geplaatst | niet geplaatst | niet geplaatst | niet geplaatst |

Vrouwen
| atlete       | onderdeel        | series  | series | halve finale   | halve finale   | finale         | finale         |
| atlete       | onderdeel        | tijd    | rang   | tijd           | rang           | tijd           | rang           |
| ------------ | ---------------- | ------- | ------ | -------------- | -------------- | -------------- | -------------- |
| Joanna Evans | 200 m vrije slag | 1.58,40 | 18     | niet geplaatst | niet geplaatst | niet geplaatst | niet geplaatst |
| Joanna Evans | 400 m vrije slag | 4.07,50 | 13     | n.v.t.         | n.v.t.         | niet geplaatst | niet geplaatst |